# Spixworth
Spixworth är en ort och civil parish i Storbritannien.   Den ligger i grevskapet Norfolk och riksdelen England, i den sydöstra delen av landet, 160 km nordost om huvudstaden London. Spixworth ligger 20 meter över havet och antalet invånare är 3 766.
Terrängen runt Spixworth är platt. Runt Spixworth är det tätbefolkat, med 343 invånare per kvadratkilometer. Närmaste större samhälle är Norwich, 6,5 km söder om Spixworth. Trakten runt Spixworth består till största delen av jordbruksmark.